# Lingua maltese
La lingua maltese (nome nativo: lingwa Maltija, ilsien Malti o più semplicemente Malti) è una lingua semitica, derivata dalla lingua araba, parlata a Malta, notevolmente influenzata dal latino, a cui si impose, dalle lingue neolatine, quali l'italiano e il siciliano, e più recentemente dall'inglese.

## Distribuzione geografica
Il numero di parlanti è stimato in circa 570.000 nel 2012, tra madrelingua dell'arcipelago e numerosi emigrati maltesi che abitano in Australia, Canada, Stati Uniti, Tunisia e nel resto d'Europa.

### Lingua ufficiale
Insieme all'inglese, è la lingua ufficiale della Repubblica di Malta, ed è una delle lingue ufficiali dell'Unione europea, unica lingua semitica ufficiale nell'EU.

## Classificazione
Da un punto di vista linguistico, il maltese è una lingua appartenente alla famiglia semitica, imparentato con i dialetti parlati nella regione del Maghreb. È l'unica varietà araba minore ad essere riconosciuta come lingua nazionale. Lo caratterizzano, però, elementi morfologici e semantici propri delle lingue romanze, in particolare del siciliano, acquisiti nel corso della storia, soprattutto durante il dominio dei Cavalieri di Malta, vassalli del Regno di Sicilia.

## Storia

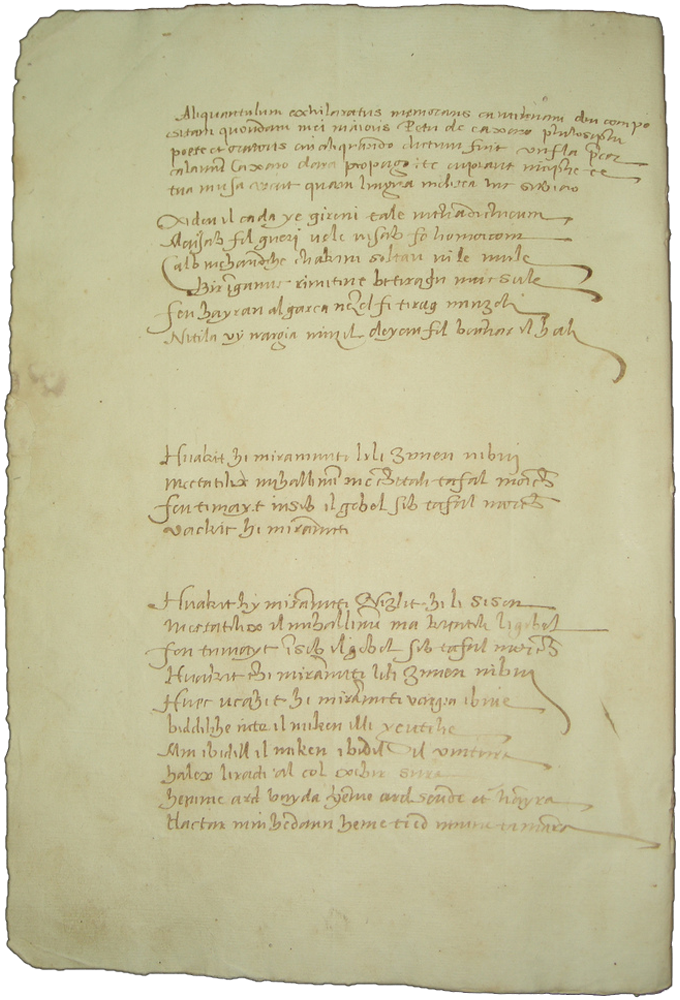
Il-Kantilena di Pietru Caxaro, il più antico testo in maltese (1470).

Malta era completamente latinizzata nel quinto secolo alla caduta dell'Impero Romano d'Occidente, secondo lo storico Theodor Mommsen nel suo classico "Le Province dell'Impero Romano". Ma la conquista araba - avvenuta dopo tre secoli - probabilmente spopolò quasi completamente l'isola, per cui si sono perse le tracce del maltese neolatino.
La lingua maltese attuale nasce infatti dal dialetto arabo di Sicilia, il quale a sua volta era legato alle varietà vernacolari parlate nel Maghreb e in particolare nell'attuale Tunisia con l'arabo tunisino. La pressoché completa sparizione della lingua parlata prima del IX secolo si evince dall'assenza di parole di diretta origine greco-bizantina, punica o soprattutto latina classica.
Con la conquista normanna, questo dialetto arabo cominciò ad incorporare elementi lessicali e morfologici dalle lingue romanze, in particolare dal siciliano e dal latino medievale. Inoltre da allora l'influenza esercitata dalla numerosa emigrazione italiana verso le isole maltesi risulta evidente in molti aspetti culturali e sociali, come la stessa lingua maltese, che risulta essere solo parzialmente semitica dal momento che circa il 60% del lessico proviene dalla lingua siciliana.
Comunque ancora nel 1240 una relazione inviata all'imperatore Federico II dichiarava che tre quarti degli abitanti dell'isola erano "mussulmani", che ovviamente parlavano il loro dialetto arabo: 
Il testo letterario più antico redatto in lingua maltese è un poemetto chiamato Il-Kantilena, che fu redatto intorno al 1470 da un certo Petrus Caxaro.
Il secondo testo più antico è il sonetto Mejju ġie bil-Ward u Zaħar ("Maggio è arrivato con le rose e coi fiori"), che venne composto attorno al 1670 da Giovan Francesco Bonamico in onore del Gran Maestro Niccolò Cottoner.
I primi tentativi di codificare una versione scritta della lingua maltese in un alfabeto latino modificato avvennero durante il dominio dei Cavalieri dell'Ordine di San Giovanni, che regnarono su Malta dal 1530 al 1798.
La maggiore opera di sistematizzazione fu tuttavia quella di Mikiel Anton Vassalli (1764-1829), che pubblicò nel 1790 Alfabet Malti Mfysser byl Malti u bit-Taljan, Alfabeto Maltese spiegato in lingua maltese e italiana, nel 1796 un primo dizionario (Lexicon) in lingua maltese e nel 1827 la seconda edizione di il-Grammatika Maltija.
Tra le due guerre mondiali, l'uso della lingua maltese al posto dell'italiano fu al centro di una questione politica, che vide contrapposti il Partito Nazionalista, di orientamento ideologico conservatore e favorevole al mantenimento dell'italiano, e l'amministrazione coloniale britannica, che associava l'uso della lingua italiana alle rivendicazioni territoriali avanzate dal regime fascista (e che quindi promuoveva la lingua maltese — dandovi sempre maggiore importanza ai vocaboli di origine araba — al posto dell'italiano).

### Maltese parlato
In 220 anni di occupazione, gli occupanti arabi riuscirono a dare vita a un dialetto arabo, l'arabo maltese, antenato del moderno maltese, come in Sicilia con la lingua siculo-araba. A differenza della Sicilia, che abbandonò il dialetto arabo in seguito all'invasione normanna, i maltesi mantennero il loro dialetto.
Gli occupanti successivi agli arabi, o non erano abbastanza numerosi da integrarsi, essendoci solo tre villaggi Mdina, la capitale, Birgu, il porto commerciale, e Rabat su quella di Gozo, o non condividevano abbastanza con la popolazione maltese per rendere possibile l'adozione di un'altra lingua, essendo lo stato signorile restrittivo per gli scambi. Il destino dell'isola legato alla Sicilia ha promosso l'integrazione di un vocabolario siciliano insieme ad alcuni immigrati. Come nel 1223, quando l'intera popolazione del villaggio di Celano in Abruzzo venne deportata a Malta da Federico II di Svevia.
Durante il periodo normanno esisteva a Malta e in Sicilia una vita culturale che si esprimeva nella lingua siculo-araba e scritta usando l'alfabeto arabo. L'esigua popolazione maltese era composta principalmente da agricoltori, marinai e artigiani, alcuni commercianti e notabili. Il maltese veniva usato oralmente, mentre per lo scritto venivano usate altre lingue, soprattutto il siciliano. I documenti più antichi che utilizzano la lingua maltese o che parlano di esso risalgono al XV secolo e si trovano negli archivi notarili. È possibile affermare gli atti di un notaio di nome A. Manuele, risalenti al 1426, in cui il maltese è chiamato lingwa arabica, e in un testamento, che risale al 1436, di un certo Paul Peregrino, in cui il maltese è chiamato per la prima volta con il nome di lingwa maltensi.
Nel 1966, due ricercatori, il professor Godfrey Wettinger e padre Michael Fsadni, trovarono ciò che è considerata ad oggi la prima testimonianza scritta della lingua maltese, una poesia attribuita a Pietru Caxaro (1410-1485). Il testo He-Kantilena (Xidew il-Qada in maltese), melodia di venticinque versi, è scritto in antico maltese sull'ultima pagina di un registro notarile, preceduto da linee di presentazione in siciliano scritte tra il 1533 e il 1563 da Brandano, nipote del notaio Caxaro. In effetti era una pratica comune per i notai del tempo scrivere in siciliano i loro atti incorporando, secondo le varie grafie, nomi di persone o di luoghi. Numerosi esempi sono stati trovati nelle carte del notaio Giacomo Zabbara risalenti al 1486-1501.

### Dispute sulle origini della lingua maltese
Storicamente, sulle origini della lingua maltese vi sono state due teorie, una che sostiene che derivi dalla Lingua araba, e l'altra sosteneva che fosse di origine punica. C'è una tesi in comune in queste due teorie: che la lingua maltese è una lingua semitica.
A parte i viaggiatori, sulla base delle loro curiosità, a scrivere sulle origini della lingua maltese è stato il professore tedesco Johannes Heinrich Maius, che nel 1718 scrisse Specimen Lingua Punicae in hodierna Melitensium superstitis (Esempio di lingua punica nella sua sopravvivenza nell'odierno maltese), in cui cercava di dimostrare delle affinità tra il maltese e la lingua punica. Il primo maltese a studiare la sua lingua e a dichiararne l'origine punica è stato il canonico Gian Pietro Francesco Agius de Soldanis, che tra il 1750 e il 1759 pubblicò diversi volumi in maltese e in italiano. Malgrado la notorietà di Soldanis nell'isola, nonostante l'opposizione a questa teoria, manifestata dal conte maltese Giovanni Antonio Ciantar (1696-1778), con l'opera accademica mai pubblicata De Punica Melitensium Lingua.
Nel 1809, Johann Joachim Bellermann sostenne la teoria dell'origine punica del maltese nell'opera Phoeniciae linguae vestigiorum in Melitensi specimen, ma con l'opposizione dell'orientalista Wilhelm Gesenius nell'opera Versuch über die maltesische Sprache (Saggio sulla lingua maltese), dove sottolinea la grande affinità tra lingua maltese e lingua araba.

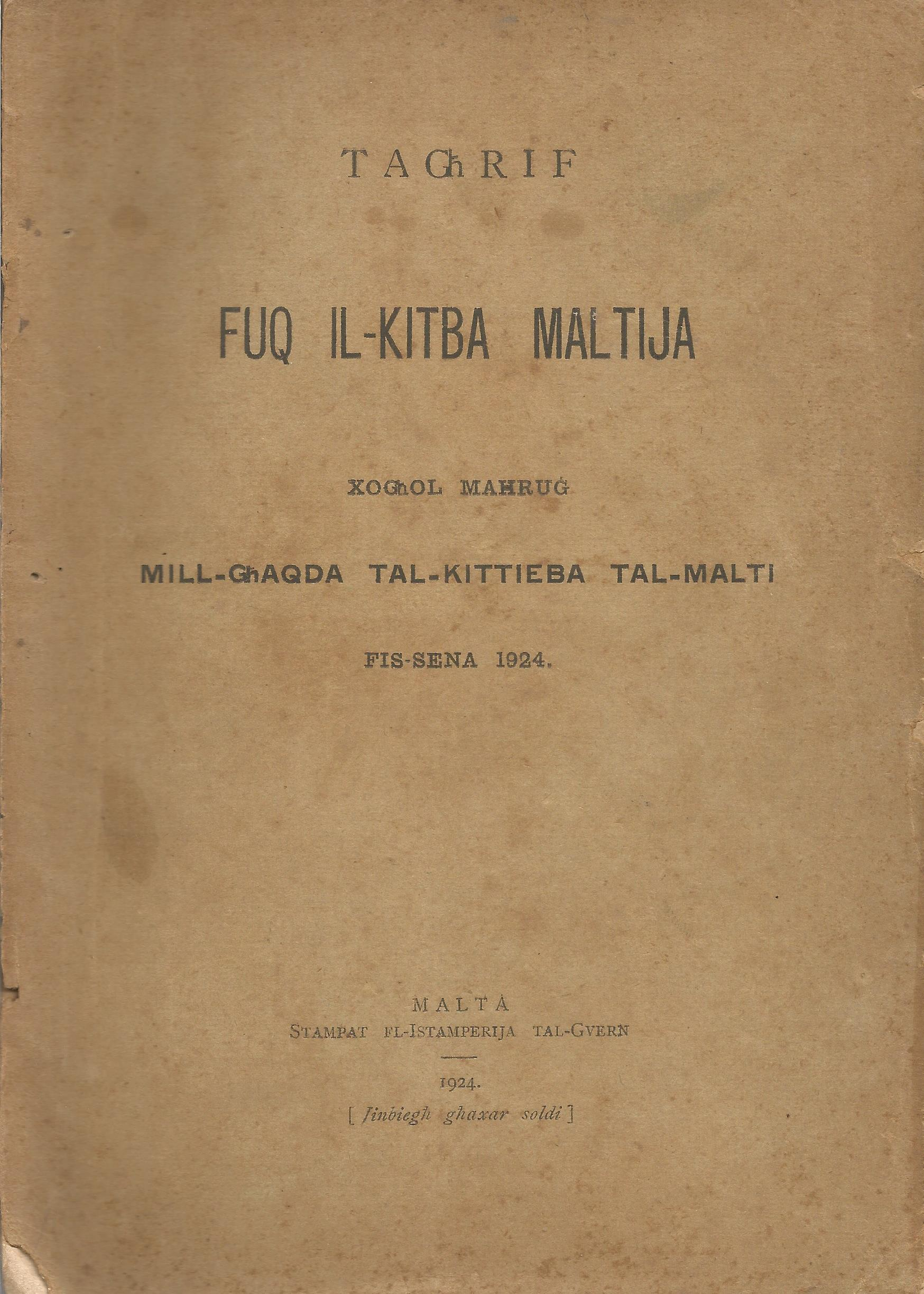
Prime regole di scrittura del maltese, edizione originale del 1924.

Nel 1791, Mikiel Anton Vassalli, un patriota maltese che venne poi conosciuto come il padre della lingua maltese, collegò la lingua maltese alle sue origini fenicio-puniche. Le sue tesi prenderanno più peso quando diverrà primo titolare della cattedra delle lingue orientali e della lingua maltese, creata appositamente per lui nell'Università di Malta nel 1825. Nel 1829 il celebre linguista francese Antoine-Isaac Silvestre de Sacy, nel Journal des Sçavans, pur riconoscendo l'importanza del lavoro del Vassallì, lo contraddirà dimostrando le radici arabe del maltese. Nel 1839, anno in cui le autorità coloniali concedono la libertà di stampa, Don Salvatore Cumbo inizia a pubblicare la rivista Il-Filologo Maltese, interamente dedicata allo studio della lingua maltese, e dove verranno inseriti numero dopo numero, sotto forma di inventario, vocaboli maltesi, ebraici, aramaici e arabi, al fine di sottolineare le affinità tra queste lingue. Per tutto il XIX secolo le origini del maltese saranno chiare  per gli studiosi: mentre qualche raro linguista, generalmente maltese, sostiene ancora l'origine punica della lingua, la maggior parte dei filologi europei riconosce le origini arabe. Questa situazione si cristallizzerà tra la fine del XIX e l'inizio del XX secolo, quando vi saranno delle argomentazioni di natura più religiosa che linguistica.
Nel XX secolo a Malta l'italiano era la lingua della cultura, il latino era la lingua della Chiesa, essendo allora le funzioni religiose della Chiesa cattolica in latino (fatta eccezione per la parrocchia cattolica di rito bizantino de La Valletta, con la koine greca come lingua liturgica), mentre l'inglese era la lingua dell'amministrazione e dell'esercito. Il maltese-siciliano erano le lingue della gente comune, dei contadini e degli operai. 
L'amministrazione coloniale inglese cercherà di far sostituire l'uso dell'italiano con quello dell'inglese o della stessa lingua maltese, ad hoc rivista per allontanare Malta da eventuali irredentismi italiani. Gli inglesi trovarono degli alleati nelle Chiese protestanti e nella Chiesa anglicana, che cercarono di usare il maltese per fare proselitismo. Nel 1847, Michelangelo Camilleri, un ex prete cattolico convertitosi all'Anglicanesimo, istituì la Society for Promoting Christian Knowledge, e tradusse in maltese con l'alfabeto del Vassalli il Nuovo Testamento. Tale traduzione venne rifiutata da alcuni cattolici maltesi a causa dei legami della lingua maltese con la lingua araba.
Nello stesso secolo, molti scrittori maltesi vollero continuare a dimostrare le origini punico-fenicie della lingua, cercando anche di semitizzare la lingua, eliminando i termini di origine latina. Ciò si riflette nell'opera Tagħrif fuq il-Kitba Maltija (Informazioni sulla scrittura del maltese), dove venivano esposte le regole della scrittura della lingua maltese.

### Maltese scritto
Tra l'XI e il XII secolo, l'antico maltese veniva scritto con l'alfabeto arabo, come testimoniano le opere dei poeti maltesi del tempo, come Abd ar-Rahmâm ibn Ramadân. Nel periodo successivo il maltese perdette le caratteristiche di una lingua scritta, perché si installò nell'isola una società feudale, dove da un lato l'aristocrazia colta e alfabetizzata usava il siciliano e dall'altro la popolazione servile analfabeta usava il maltese. Tale situazione persistette fino a quando sorse nell'isola un'élite che volle dare una lingua vera e propria alla nazione maltese. Fu il caso di Mikiel Anton Vassalli, un patriota che prima si oppose ai Cavalieri Ospitalieri, poi accolse favorevolmente le truppe napoleoniche, ma poi si oppose alla colonizzazione britannica. Passò molti anni in esilio in Francia e in Italia, fino a quando non ottenne la prima cattedra di maltese e arabo dell'Università di Malta, divenendo infine considerato come il padre della lingua maltese. Egli propose per la lingua maltese una serie di alfabeti tra il 1790 e il 1827, e la stessa cosa fecero Gian Pietro Francesco Agius de Soldanis nel 1750 e Stefano Zerafa nel 1827. Nel 1921 la Għaqda tal-Kittieba tal-Malti (Associazione degli scrittori maltesi) proporrà un alfabeto definitivo.

### Grammatica maltese

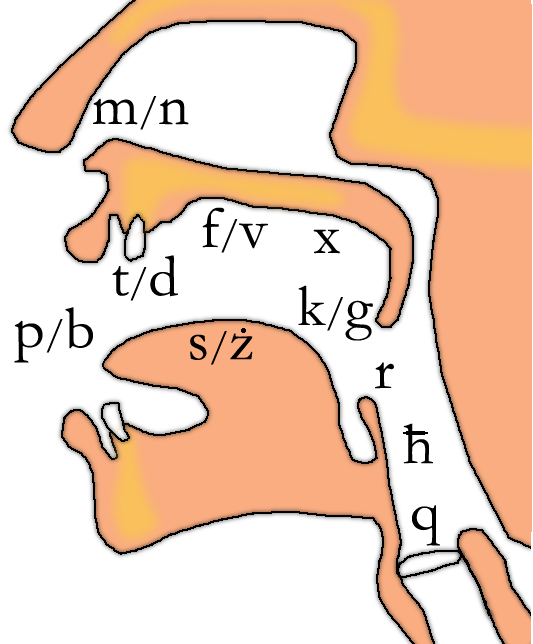
Articolazione delle consonanti nella lingua maltese.

Insieme ad un alfabeto, venne anche creata una grammatica della lingua maltese per fissarne l'ortografia. Il primo a porre le basi per una grammatica fu De Soldanis, che nel 1750 scrisse le opere Descrizione della Lingua Punica e Nuova Scuola di Grammatica. Tra il 1755 e il 1759 pubblicò altre due opere: Damma tal-Kliem Kartaġiniż Imxerred fil-Fomm tal-Maltin u l-Għawdxin (Compilazione delle parole cartaginesi usate oralmente a Malta e a Gozo), scritta in maltese e in 4 volumi, e Nuova Scuola dell'antica lingua Punica scoperta nel moderno parlare Maltese e Gozitano, scritta in italiano. De Soldanis cita due suoi predecessori le cui opere sono andate perdute: Fra Domenico Sciberras, e il cavaliere ospitaliere De Tournon. Nel 1791 il Vassalli, durante il suo esilio a Roma, pubblicò la sua prima grammatica: Mylsen - Phoenico-Punicum sive Grammatica Melitensis (Mylsen - il punico-fenicio o la grammatica maltese), che completerà con altre pubblicazioni, come il Lexicon, pubblicato nel 1796. Nel 1827, due anni dopo dal ritorno dal suo esilio in Francia, il Vassalli pubblica la Grammatica della lingua Maltese.
Nel 1831 Francesco Vella pubblica, per la prima volta a Malta, una grammatica maltese in inglese per gli inglesi: Maltese Grammar for the Use of the English. Nel 1845 Fortunato Panzavecchia pubblica una grammatica ispirata a quella del Vassalli: Grammatica della Lingua Maltese. L'ambasciatore Vassily Basil Roudanovsky, postato a Malta, pubblica nel 1910 A Maltese Pocket Grammar.
Dalla sua creazione nel 1920, la Għaqda tal-Kittieba tal-Malti (Associazione degli scrittori maltesi) propose un alfabeto nel 1921, e nel 1924 una grammatica: Tagħrif fuq il-Kitba Maltija (Informazioni sulla scrittura del maltese), redatto principalmente da Ninu Cremona e Ġanni Vassalo. Parallelamente ai lavori con l'associazione, Ninu Cremona tradusse in inglese la propria grammatica: A Manual of Maltese Orthography and Grammar.
Nel 1936 il padre gesuita Edmund Sutcliffe pubblicò A Grammar of the Maltese Language, considerata la migliore grammatica della lingua maltese per i non maltesi.
Tra il 1960 e il 1967 Henry Grech pubblicò in due volumi Grammatika tal-Malti. 
Nel 1997 Albert Borg e Marie Azzopardi-Alexander pubblicarono l'opera Maltese, Descriptive Grammars.

## Fonologia
L'alfabeto maltese è costituito dalle seguenti trenta lettere:
| Lettera | Nome | Esempio             | IPA     | Pronuncia |
| ------- | ---- | ------------------- | ------- | --- |
| A a     | a    | azzar (acciaio)     | ɐ       | "u" nell'inglese nut. |
| B b     | be   | ballun (pallone)    | b       | "b" italiana di botte. A fine della parola è pronunciata [p] (palla).                                                                                                   |
| Ċ ċ     | ċe   | ċavetta (chiave)    | t͡ʃ      | "c dolce" italiana di cibo. |
| D d     | de   | dar (casa)          | d       | "d" italiana di diario. A fine parola è pronunciata [t] (tavolo). |
| E e     | e    | eroj (eroe)         | ɛ       | "e aperta" italiana di getto. |
| F f     | fe   | fjura (fiore)       | f       | "f" italiana di fiore. |
| Ġ ġ     | ġe   | ġnien (giardino)    | d͡ʒ      | "g dolce" italiana di gelato. A fine parola è pronunciata [tʃ] (cibo).                                                                                                  |
| G g     | ge   | gerger (lamentarsi) | ɡ       | "g dura" italiana di gatto. A fine parola è pronunciata [k] (cane). |
| GĦ għ   | ajn  | għasfur (uccello)   | ˤː, ħː  | è la lettera araba ʿayn, quindi una fricativa faringale sonora sebbene molte volte ricorra al colpo di glottide faringalizzato; nella lingua parlata, comunque, è muta. |
| H h     | akka | hena (felicità)     |         | muta. |
| Ħ ħ     | ħe   | ħanut (negozio)     | ħ       | fricativa faringale sorda (una "h" molto aspirata). cfr. arabo حال hal [ħaːl] ("situazione").                                                                           |
| I i     | i    | ikel (cibo)         | ɪ       | "i" nell'inglese sit. |
| IE ie   | ie   | ieqaf (fermati)     | iɛ, iː  | "ie" come ieri. Può oscillare fra /i/ ed /ɛ/. |
| J j     | je   | jum (giorno)        | j       | "i" italiana semivocale, come in ieri. |
| K k     | ke   | kelb (cane)         | k       | "c dura" italiana di cane. |
| L l     | le   | libsa (vestito)     | l       | "l" italiana di letto. |
| M m     | me   | mara (donna)        | m       | "m" italiana di madre. |
| N n     | ne   | nanna (nonna)       | n       | "n" italiana di netto. |
| O o     | o    | ors (orso)          | ɔ       | "o aperta" italiana di uomo, ma breve. |
| P p     | pe   | paġna (pagina)      | p       | "p" italiana di panna. |
| Q q     | qe   | qattus (gatto)      | ʔ       | occlusiva glottidale sorda, ossia il suono che si sente nell'espressione le elezioni quando si vogliono separare chiaramente le due e.                                  |
| R r     | re   | raġel (uomo)        | r       | "r" italiana di rana. |
| S s     | se   | skola (scuola)      | s       | "s" italiana sorda di scarpa. |
| T t     | te   | tifel (bambino)     | t       | "t" italiana di toro. |
| U u     | u    | unur (onore)        | ʊ       | "u" nell'inglese put. |
| V v     | ve   | vjola (viola)       | v       | "v" italiana di vaso. A fine parola è pronunciata [f] (fiore). |
| W w     | we   | widna (orecchio)    | w       | "u" italiana semivocale, come in uomo. |
| X x     | xe   | xadina (scimmia)    | ʃ / ʒ   | "sc" italiana di scienza. |
| Z z     | ze   | zalza (salsa)       | t͡s / d͡z | "z sorda" italiana di zio. Può essere anche sonora (it. zaino). |
| Ż ż     | że   | żarbuna (scarpa)    | z       | "s sonora" italiana di rosa. |

Vista la tabella, è possibile notare che:
- la C non esiste in maltese, in quanto il suo suono dolce è reso con Ċ e il suo suono duro con K; nella lingua maltese non viene utilizzata la Y.
- tutte le consonanti a fine parola si pronunciano sorde.

## Grammatica

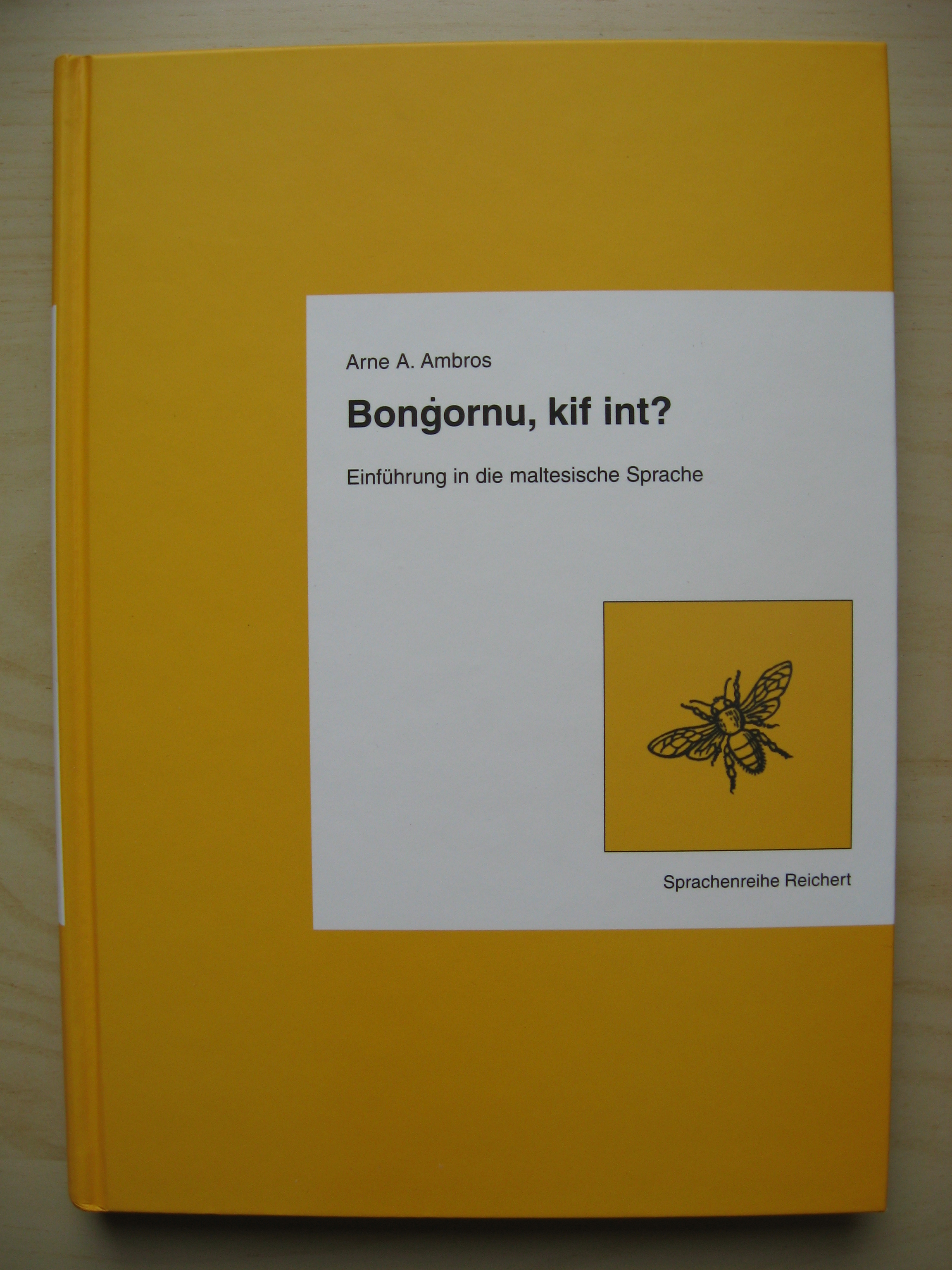
Libro per l'apprendimento della lingua maltese a base tedesca di Arne Ambros, Wiesbaden, 1998.

Benché influenzata dalle lingue romanze, in particolare dal siciliano, il maltese è una lingua semitica. Gli aggettivi seguono il nome e, come in alcune lingue semitiche, quali l'arabo e l'ebraico, e indoeuropee, come talvolta il greco antico, prendono l'articolo determinativo. 
Ad esempio, L-Art l-Imqaddsa, letteralmente "la terra la santa", ossia "la terra santa", in corrispondenza dell'arabo al-’arḍ al-muqaddasah e dell'ebraico ha-eretz ha-kedoša. 
Questa regola, tuttavia, non si applica ai sostantivi e agli aggettivi di origine romanza.
I verbi seguono lo schema delle radici trilittere tipico delle lingue semitiche, con l'aggiunta di prefissi, suffissi e infissi per determinare il tempo, la persona e il numero della coniugazione verbale. 
Ad esempio, dalla radice k-t-b (scrivere) si deriva ktibna (noi scrivemmo), in corrispondenza dell'arabo katabnā e dell'ebraico katavnu.
Questo sistema di coniugazione si applica anche alle radici verbali di origine romanza.
Ad esempio, da (i)ddeċieda (decidere), con l'aggiunta del suffisso ejna (che, come na in arabo classico, contraddistingue la prima persona plurale dell'indicativo perfetto), si deriva iddeċidejna (noi decidemmo).
Il maltese conserva la forma duale dei nomi, propria delle lingue semitiche.
Il plurale dei sostantivi di origine romanza si forma con l'aggiunta dei suffissi -i o -jiet (ad esempio, lingwa>lingwi e pubblikazzjoni>pubblikazzjonijiet).
I sostantivi di origine araba possono avere un plurale regolare con l'aggiunta dei suffissi -i, -ijiet (in corrispondenza dell'arabo -at e dell'ebraico -ot) o -in (arabo -in, ebraico -im), oppure possono avere un plurale fratto (irregolare), caratterizzato da scambi interni di vocale (ad esempio, ktieb>kotba , ossia libro > libri, in corrispondenza dell'arabo kitāb>kutub o raġel > irġiel, ossia uomo>uomini in corrispondenza dell'arabo rajul > rijāl).

## Vocabolario

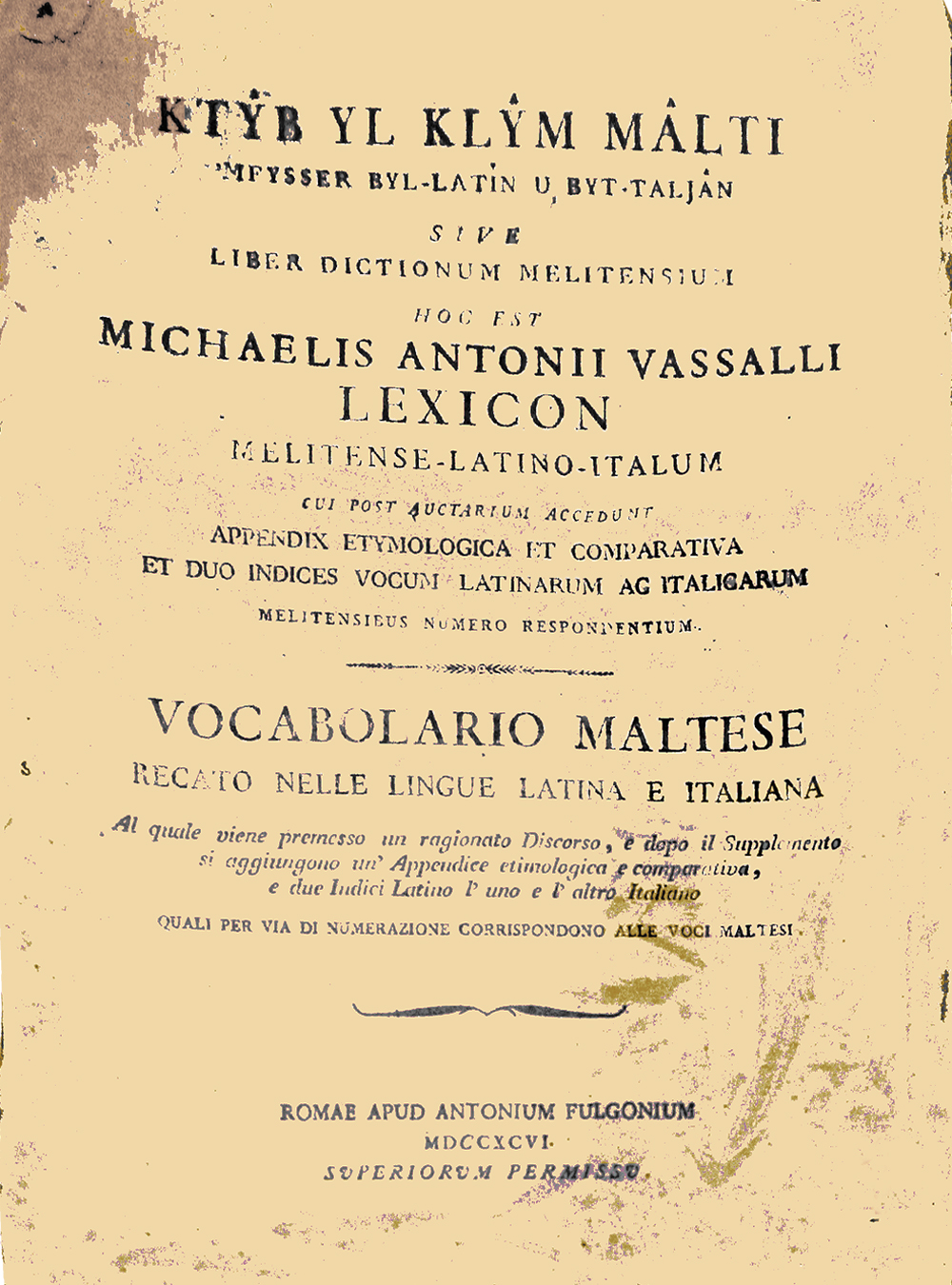
Il dizionario di Vassalli (1796).

Il vocabolario maltese è formato da una sintesi di termini e radici di origine semitica, con numerosi prestiti linguistici dal siciliano (più che dall'italiano).
In linea di massima, le parole di uso corrente e legate alla quotidianità derivano dall'arabo, mentre i termini legati all'amministrazione, all'istruzione, all'arte, alla cultura derivano dal siciliano.
Ad esempio, termini come raġel ("uomo"), mara ("donna"), dar ("casa"), xemx ("sole"), sajf ("estate"), jum ("giorno"), saħħa ("salute") derivano dall'arabo (rispettivamente, raǧul, imra’ah, dār, šams, ṣayf, yawm, ṣiḥḥah), mentre termini come skola ("scuola"), gvern ("governo"), repubblika ("repubblica"), natura ("natura"), pulizija ("polizia"), xjenza ("scienza"), teatru ("teatro"), edukazzjoni ("educazione") e differenza ("differenza") sono chiaramente di derivazione siciliana.
Esistono molti termini mutuati dall'inglese, sia traslitterati foneticamente sia lasciati nella grafia originaria..
Alcuni esempi di origine romanza:
| Maltese    | Siciliano  | Italiano            |
| ---------- | ---------- | ------------------- |
| skola      | scola      | scuola              |
| gvern      | guvernu    | governo             |
| repubblika | ripùbblica | repubblica          |
| sigurtà    | sicurizza  | sicurezza / sicurtà |
| pulizija   | pulizzìa   | polizia             |
| ċentru     | centru     | centro              |
| teatru     | tiatru     | teatro              |

Alcuni esempi di parole di origine inglese:
| Maltese   | Inglese       | Italiano             |
| --------- | ------------- | -------------------- |
| futbol    | football      | calcio               |
| baskitbol | basketball    | pallacanestro/basket |
| mowbajl   | mobile        | cellulare            |
| lift      | lift/elevator | ascensore            |
| friġġ     | fridge        | frigorifero          |
| friżer    | freezer       | congelatore/freezer  |
| wejter    | waiter        | cameriere            |
| biljard   | billiard      | biliardo/bigliardo   |
| strajk    | strike        | sciopero             |
| plejer    | player        | giocatore            |
| frejm     | frame         | telaio               |
| bliċ      | bleach        | candeggina           |
| fowlder   | folder        | cartella/fascicolo   |

Altri esempi di parole di origine araba:
| Maltese | Arabo        | Italiano                                           |
| ------- | ------------ | -------------------------------------------------- |
| belt    | بلد balad    | luogo, città (in maltese); terra, paese (in arabo) |
| kbir    | كبير kabīr   | grande                                             |
| ħobż    | خبز khubz    | pane                                               |
| id      | يد yad       | mano                                               |
| kelma   | كلمة kalimah | parola                                             |
| marid   | مريض marīd   | ammalato                                           |
| marsa   | مرسى marsā   | porto (in maltese); ancoraggio (in arabo)          |
| qamar   | قمر qamar    | luna                                               |
| raġel   | رجل raǧul    | uomo                                               |
| saba'   | إصبع ’iṣba‘  | dito                                               |
| sema    | سماء samā’   | cielo                                              |
| tajjeb  | طيب ṭayyīb   | buono                                              |
| tifel   | طفل ṭifl     | bambino                                            |
| tqil    | ثقيل thaqīl  | pesante                                            |
| wieħed  | واحد wāḥid   | uno                                                |
| xahar   | شهر shahr    | mese                                               |

Numerose frasi possono essere espresse enfatizzando il lessico di origine romanza oppure il lessico di origine semitica. La frase "il tempio è situato dall'altra parte della piazza del villaggio" può essere espressa come:
It-tempju sitwat oppost il-pjazza tal-villaġġ oppure

Il-maqdes jinsab biswit il-misraħ tar-raħal.
La scelta della varietà lessicale può sottintendere una preferenza culturale e politica verso uno stile più "isolano" o "continentale" oppure verso uno stile più arabeggiante.
Similmente alle altre varietà arabe maghrebine, anche il maltese presenta vari influssi lessicali berberi.

## Sistema di scrittura
Il maltese è l'unica lingua semitica che si scrive normalmente con caratteri latini.

## Esempi
| Italiano                         | Maltese                           |
| -------------------------------- | --------------------------------- |
| Ciao                             | Hello ([ˈhɛlo]) / Bonġu (o) Ejj   |
| Come va?                         | Kif int?                          |
| Mi potresti aiutare, per favore? | Tista' tgħinni, jekk jogħġbok?    |
| Parli inglese/italiano?          | Titkellem bl-Ingliż/bit-Taljan?   |
| Scusa                            | Skużani                           |
| Buongiorno                       | Bonġu (o) L-għodwa t-tajba        |
| Buonanotte                       | Bonswa (o) Il-lejl it-tajjeb      |
| Arrivederci                      | Ċaw (o) Saħħa                     |
| Buon compleanno                  | Għeluq sninek it-tajjeb           |
| Buon anno                        | Is-sena t-tajba                   |
| Buon viaggio                     | Il-vjaġġ it-tajjeb                |
| Va tutto bene?                   | Kollox sew? (o) Kollox owkej?     |
| Va bene                          | Jien orrajt (o) Jien owkej        |
| Io sono di Malta                 | Jien Malti (m) / Jien Maltija (f) |
| Piacere di conoscerti            | Għandi pjaċir                     |
| No grazie                        | Le grazzi                         |
| Per favore                       | Jekk jogħġbok                     |
| Abbi cura di te / Salute         | Ħu ħsieb (o) Saħħa                |
| Grazie molte                     | Grazzi ħafna                      |
| Che fai?                         | X'tagħmel?                        |
| Come ti chiami?                  | X'jismek?                         |
| Da dove vieni?                   | Minn fejn int?                    |
| Dove vai?                        | Fejn sejjer?                      |
| Sei il benvenuto                 | Ta' xejn                          |

### Sistema di numerazione
Żero (zero), Wieħed (uno), Tnejn (due), Tlieta (tre), Erbgħa (quattro), Ħamsa (cinque), Sitta (sei), Sebgħa (sette), Tmienja (otto), Disgħa (nove), Għaxra (dieci).
Mija (cento), Elf (mille), Miljun (milione), Biljun (miliardo).